# Глоток
«Глоток» (англ. Suck) — комедийный фильм ужасов канадского режиссёра Роба Стефанюка, снятый в 2009 году. В съёмках фильма приняли участие многие известные рок-музыканты.

## Сюжет
Начинающая канадская рок-группа Winners, несмотря на громкое название, успехом не пользуется. Так продолжается до тех пор, пока бас-гитаристка группы Дженнифер не встречает в одном из рок-клубов вампира Квини, который изменяет её природу. Девушка сразу начинает делать успехи на сцене, её замечают, страница группы в интернете постепенно наполняется восторженными отзывами, однако всё это имеет и обратную сторону — девушке требуется человеческая кровь, а ведь следы надо как-то заметать. Она заставляет рабочего сцены Хьюго убирать трупы.
Постепенно и остальные участники группы понимают суть происходящего, но у них возникает дилемма — то ли следовать по пути успеха, то ли выгнать девушку из группы. Музыканты решают попробовать ввести определённые правила — не обращать остальных, не использовать кровь людей, но всё это остаётся лишь словами. Группа становится всё более и более популярной, а Дженнифер превращает в вампиров гитариста и ударника. Менеджер группы тоже видит, что происходит, но считает, что успех превыше всего. Чувствуя свою безнаказанность, музыканты съедают во время прямого радиоэфира популярного ведущего. После этого и лидер группы Джоуи решает стать вампиром.
Однако молодого человека тяготит такое существование. Вдобавок его мучают угрызения совести за убийство по неосторожности своего старого товарища, владельца студии звукозаписи Виктора. Охотник за вампирами Эдди Ван Хельсинг предлагает ему выход — чтобы снова стать людьми, надо убить короля вампиров. Действительно, после убийства Квини они возвращаются к прежней жизни.
Проходит полгода. Одетые в одинаковые джемперы Джоуи и Дженнифер едут в стандартной машине среднего класса и беседуют на бытовые темы. Однако на перекрёстке машина ломается. Выйдя из неё, молодые люди встречают бармена из клуба, где всё и началось. Тот с ехидцей сообщает, что Квини был всего лишь вампиром по прозвищу «король», а настоящий король — он. Бармен предлагает Джоуи и Дженнифер вернуться к своей прежней разудалой жизни, однако для этого надо вновь начать питаться кровью людей.

## В ролях
- Роб Стефанюк — Джоуи, лидер группы
- Джессика Паре — Дженнифер, бас-гитаристка
- Пол Энтони — Тайлер, лидер-гитарист
- Майк Лобел — Сэм, ударник
- Крис Ратц — Хьюго, рабочий сцены
- Элис Купер — бармен / король вампиров
- Моби — Биф, лидер рок-группы из Баффало
- Генри Роллинз — Рокер Роджер, радиоведущий
- Игги Поп — Виктор, владелец студии звукозаписи
- Дмитрий Коутс — Квини, вампир
- Дэйв Фоли — Джефф, менеджер группы
- Алекс Лайфсон — пограничник
- Малкольм Макдауэлл — Эдди Ван Хельсинг, охотник за вампирами
- Кэрол Поуп — вышибала в клубе
- Барбара Мамаболо — Даниэль, бывшая любовь Ван Хельсинга
- Николь Де Бур — Сьюзан, подруга Джоуи
- Калико Купер — официантка в баре
- Адам Уилсон — вампир
- Дэнни Смит — Джерри
- Ананд Раджарам — драгдилер
- Джо Пинг — вышибала

## Производственные детали
Съёмки фильма начались 23 ноября 2008 года в Торонто и продолжались 20 дней. В качестве места действия были выбраны реально существующие андеграундные клубы этого города, а их завсегдатаям было предложено участвовать в клубных сценах.

## Релиз
Премьера состоялась 11 сентября 2009 года на Международном кинофестивале в Торонто. Фильм также был показан на кинофестивале South by Southwest в Остине.